# Moordwijven
Moordwijven is een Nederlandse zwarte filmkomedie uit 2007 onder regie van en (mede)geschreven door Dick Maas. De ondertitel luidt 'niemand is perfect'. De film heette in eerste instantie De Botox Methode. Botox is evenwel een geregistreerd handelsmerk en mocht niet in de titel worden gebruikt. Het is Maas zijn eerste Nederlandstalige film na Flodder 3 uit 1995.
De film werd opgenomen in een kapitale villa in Oosterbeek.

## Verhaal
De drie miljonairsvrouwen Kitty, Estelle en Nicolette leiden een luxueus bestaan. Hun voornaamste zorg is de strijd tegen het ouder worden; ze gaan wekelijks naar de plastisch chirurg om jong en aantrekkelijk te blijven, voor zichzelf én voor hun echtgenoten. Kitty krijgt alleen het vermoeden dat haar man, platenbaas Evert-Jan Kroonenberg, vreemdgaat. Dit idee wordt versterkt als ze aan de hand van een checklist gaat controleren hoeveel tekenen van overspel hij vertoont. Kitty vindt zo onder meer de naam Pamela als laatste oproep in Evert-Jans mobiele telefoon en de passagiersstoel in zijn auto blijkt verzet.
Kitty vreest dat ze aan de kant wordt gezet en er een eind komt aan haar luxe leven. Ze zijn niet in gemeenschap van goederen getrouwd, dus bij een scheiding krijgt ze niets van zijn vergaarde fortuin. Als hij daarentegen overlijdt, erft ze alles. Voor Nicolette is het daarom duidelijk dat Evert-Jan moet 'verdwijnen'.
De vriendinnen gaan naar de Amsterdamse Wallen om een huurmoordenaar te zoeken. Ze bemachtigen er een parkeerplaats door een kleine geparkeerde auto waar de bestuurder nog in zit de gracht in te duwen. In een café peilt Kitty de bereidheid van een man om de moord uit te voeren. Doordat ze bedekte termen gebruikt, denkt die alleen dat ze een prostituee is die haar diensten aanbiedt. De man wordt vervolgens in zijn hand geschoten door een opvliegende man met een misvormd gezicht. Deze laatste blijkt wél een huurmoordenaar te zijn en Kitty geeft hem de opdracht. Ze spreken af dat Evert-Jans dood op een ongeluk gaat lijken. Naast 10.000 euro wil hij dat Kitty een zeldzame eerste persing voor hem regelt van een grammofoonplaat met daarop Summer Holiday van Cliff Richard. Evert-Jan heeft deze in zijn collectie, maar als ze hem gaat zoeken blijkt dat die hij hem diezelfde dag heeft opgehaald. Die avond geeft Evert-Jan de plaat cadeau aan zijn vriend Jan-Hein, die blind is en in een rolstoel zit. Terwijl Kitty de plaat steelt, probeert Jan-Hein de voor hem onbekende indringer te lijf te gaan, maar prikt daarbij per ongeluk met een samoeraizwaard in zijn jukebox. Hij overlijdt door elektrocutie.
Na een ooglidcorrectie mag Kitty zelf niet rijden. Omdat Evert-Jan niet kan komen, wordt ze daarom opgehaald door Nicolettes echtgenoot Ivo. Deze daagt alleen op in Evert-Jans auto. De huurmoordenaar rijdt hem en Kitty daarom aan, niet wetende dat hij de verkeerde voor zich heeft. Dit krijgt hij pas van Kitty te horen als hij de wagen van de weg af heeft geduwd, wat Kitty overleeft, maar Ivo niet. De huurmoordenaar schrikt in eerste instantie, maar is daarna vrij laconiek. Hij zegt dat er niets aan de hand is en hij niets extra zal rekenen voor het alsnog goed uitvoeren van zijn opdracht. De echtgenote van het slachtoffer is vooral onthutst over het nu uitgekomen feit dat hij vreemdging. Dat bekende Ivo namelijk aan Kitty toen hij dacht dat zijn laatste uur geslagen had. Hij dacht dat hij daarom aangevallen werd.
Bij een tweede poging wordt de motor van een vliegtuigje dat Evert-Jan bestuurt, gesaboteerd. Het vliegtuigje boort zich in een flatgebouw, recht in de etage waarop Meindert - Estelles echtgenoot - op het punt staat vreemd te gaan. Meindert sterft, maar Evert-Jan is ongedeerd. Hij sprong vlak voor de crash met een parachute uit het vliegtuigje. Ook Estelle vindt het overlijden van haar man niet zo erg, gezien het feit dat ook hij vreemdging. De huurmoordenaar, die trots was op zijn vakmanschap, begint alleen steeds meer aan zichzelf te twijfelen. Kitty beurt hem op.
Bij een derde poging wordt een bombrief gebruikt. Hoewel Kitty's man inderdaad vreemdgaat, meent ze te ontdekken dat het vreemdgaan van haar man een misverstand was en redt ze hem. Toch wordt hij alsnog gedood door de vrachtwagen waarmee de huurmoordenaar op de vlucht sloeg, die in plaats daarvan dwars door de muur het gebouw binnenrijdt. Kitty en de huurmoordenaar worden verliefd op elkaar. Een jaar later is zijn misvormde gezicht door plastische chirurgie flink verbeterd. Hij vaart op een jacht samen met de drie vriendinnen de horizon tegemoet.

## Rolverdeling

### Hoofdrollen
- Bracha van Doesburgh - Kitty
- Hadewych Minis - Estelle
- Sanne Wallis de Vries - Nicolette
- Kees Boot - Huurmoordenaar[7]
- Hans Kesting - Evert-Jan Kroonenberg
- Bart Klever - Ivo
- Bart Oomen - Meindert

### Bijrollen
- Pierre Bokma - Dr. Bilderberg
- Plien van Bennekom - Marilou Bilderberg
- Peer Mascini - Jan-Hein
- Dorien Rose - Laura
- Jennifer de Jong - Pamela

### Flodder-acteurs in Moordwijven
- Stefan de Walle - Klant in het café die wordt aangezien als huurmoordenaar (speelde zoon Kees in de tv-serie en derde film)
- Lou Landré - Archivaris (speelde Sjakie in de gehele Flodder reeks)
- Bert André - Begrafenisondernemer (speelde buurman Neuteboom in de gehele Flodder reeks)
- Horace Cohen - Aankondiger (speelde Henkie in de eerste Flodderfilm)
- Alfred van den Heuvel - Organisator (speelde Ruud van Brandwijk in Flodder 3)
- Harry van Rijthoven - Visboer die naar vliegtuig kijkt (speelde in de aflevering Inbraakalarm als inbreker)
- Ellen ten Damme - glittervrouw (speelde in de aflevering Van de wereld als Mascha)
- Mike Meijer - Man bij visboer die naar vliegtuig kijkt (speelde in de aflevering Lijmpoging als voetbalkijker)
- Michiel Varga - Fotograaf aan het begin van de film (speelde in de aflevering Gijzeling als gijzelnemer)
- Moeder Dick Maas - Vrouw in invalidenwagen (speelde vrouw aan het zwembad naast Simon van Collem in de eerste Flodderfilm)

## Prijzen
- Gouden Film - 100.000 - zaterdag 29 december 2007
- Platina Film - 400.000 - donderdag 14 februari 2008